# Crystal Mountain
Crystal Mountain – amerykański ośrodek narciarski położony w stanie Waszyngton, w górach Górach Skalistych. Leży na wysokości od 1192 do 2137 m n.p.m. Najbliżej położoną miejscowością jest oddalone o 65 km na północ miasteczko Enumclaw. Ośrodek otwarty został w 1962 r. i znajduje się w pobliżu Parku Narodowego Mount Rainier.
Znajdują się tutaj 53 trasy, z których: 13% przeznaczone jest dla początkujących, 57% dla średnio-zaawansowanych i 30% dla zaawansowanych. Trasy obsługiwane są przez 11 wyciągów.
W przeszłości często rozgrywano tu zawody Pucharu Świata w narciarstwie alpejskim.

## Linki zewnętrzne

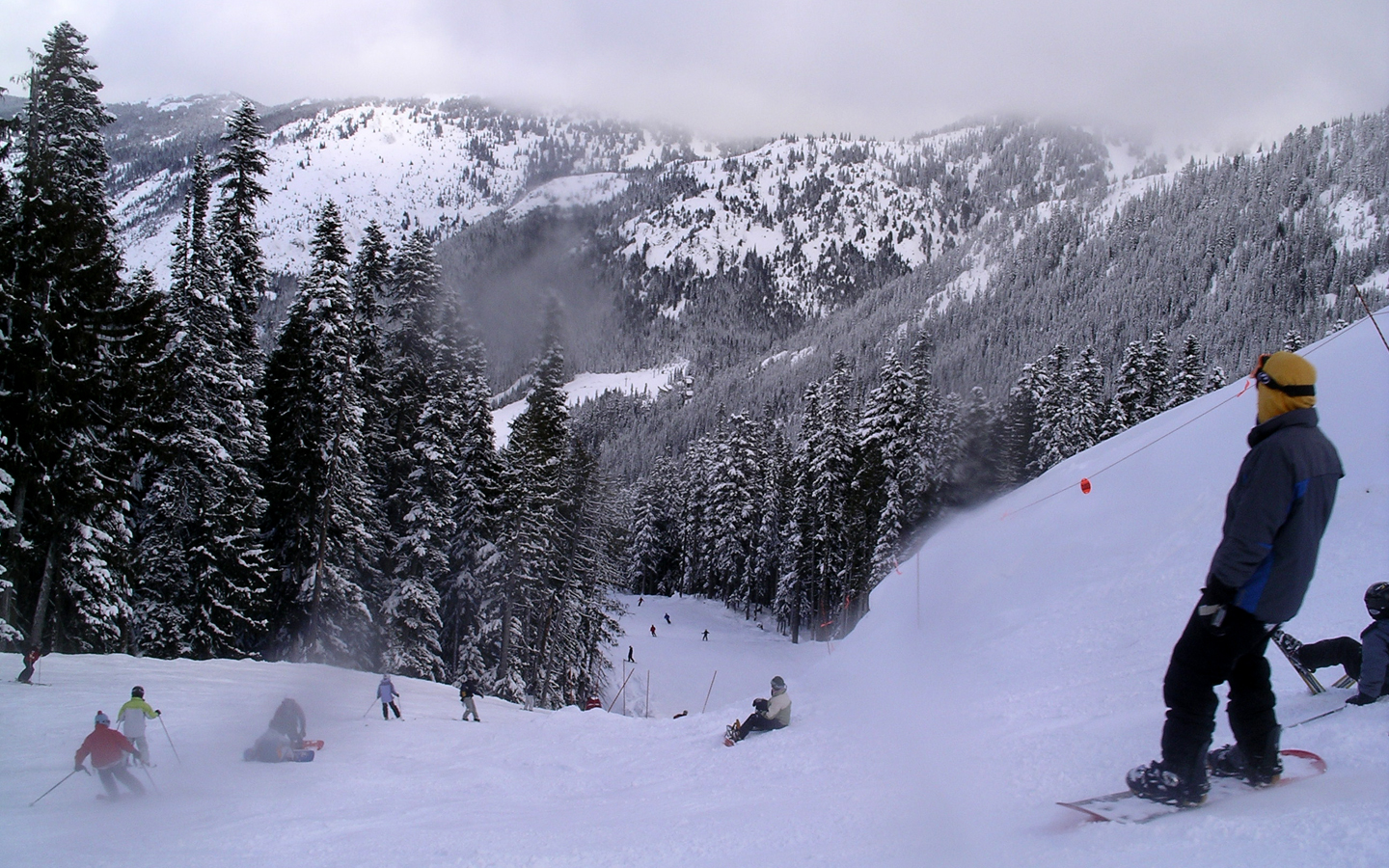
Jedna z tras